# Oceania Cup 2017
Oceania Cup 2017 – siódmy turniej z cyklu Oceania Cup, międzynarodowe zawody rugby union organizowane przez Oceania Rugby dla rozwijających się zespołów z Oceanii, które odbyły się 4 sierpnia 2017 roku w Rarotonga. Stanowiły jednocześnie część kwalifikacji do Pucharu Świata 2019.
Wyspy Cooka zostały wyznaczone na gospodarza zawodów w połowie maja 2017 roku. Zwycięzca tego spotkania uzyskał prawo do gry w dwumeczu z uprawnioną drużyną z Azji o awans do światowego barażu.
W transmitowanym w Internecie meczu wzmocniona zawodnikami z francuskich lig Fédérale 1 i Fédérale 2 reprezentacja Tahiti pierwszy raz w historii pokonała Wyspy Cooka. Z uwagi na fakt, iż w zwycięskim zespole wystąpiło dwóch nieuprawnionych zawodników, World Rugby zweryfikował wynik meczu przyznając zwycięstwo Wyspom Cooka, które dzięki temu awansowały do kolejnej fazy eliminacji do Pucharu Świata.
| 4 sierpnia 2017 15:00 | Wyspy Cooka                                           | wo.     | Polinezja Francuska                                                           | Avarua National Stadium, Rarotonga Sędzia: Alan Aiolupotea |
| 4 sierpnia 2017 15:00 | Punkty: Iroa 9 (3K) Mullany, Havi, Willis Longo Leuta | Relacja | Punkty: Jimenez 3 (K) Perez 5 (P) Brouqui 5 (P) Taeae, Tekurio Taeae, Tekurio | Avarua National Stadium, Rarotonga Sędzia: Alan Aiolupotea |

1. ↑  Wynik meczu Wyspy Cooka=Polinezja Francuska 9:13 (9:13) został zweryfikowany z powodu występu dwóch nieuprawnionych zawodników w zespole Polinezji Francuskiej